# ایتالی (تگزاس)
ایتالی، تگزاس(به انگلیسی: Italy, Texas) شهری در ایالت تگزاس از ایالات جنوبی ایالات متحده آمریکا است. در سرشماری سال ۲۰۰۰، جمعیت این شهر ۱۹۹۳ نفر اعلام شد.